# August Victor Mustel

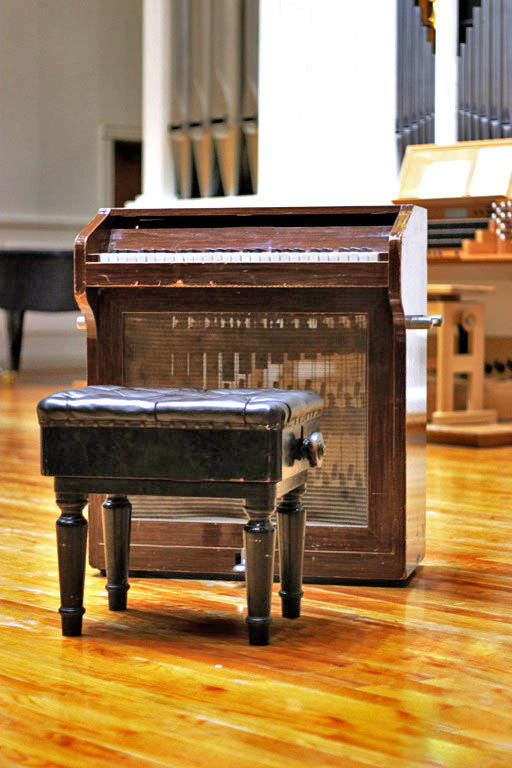
Die von Mustel gebaute Célesta

August Victor Mustel (auch Victor Mustel, * 13. Juni 1815 in Le Havre; † 26. Januar 1890 in Paris) war ein französischer Harmoniumspieler und Harmoniumbauer.

## Leben und Werk
August Victor Mustel eröffnete 1853 in Paris eine Harmoniumfabrik. Er erhielt 1854 ein Patent für die Double Expression und führte auch sonst mehrere Verbesserungen am Harmonium ein. Ab 1866 firmierte er als Mustel et ses fils. Er konstruierte ein Stahlplattenklavier zunächst als Typophone (Stimmgabelklavier, patentiert 1865). Durchgesetzt hat sich erst eine verbesserte Form des Stahlklaviers, die Mustels Sohn Auguste (1842–1919) im Jahr 1886 als Célesta patentieren ließ. 
Sein Enkel Alphonse Laurent Mustel (1873–1937) war ebenso Harmoniumbauer und Komponist. Er schrieb mehrere Werke für Harmonium und Harmonium-Celesta und leitete von 1901 an die Firma Mustel zunächst zusammen mit seinem Vater Auguste unter dem Namen Mustel Père & Fils, später dann bis zu seinem Tod allein unter der Bezeichnung Mustel & Cie. Alphonse Laurent Mustel erfand in dieser Zeit das pneumatisch gesteuerte Selbstspielharmonium Concertal, für das er selbst diverse Originalwerke und Bearbeitungen einrichtete und auf Papierrollen stechen ließ. Dieses Instrument ließ er sich 1906 patentieren. Eine seiner bekanntesten Kompositionen ist L’orgue expressif ou harmonium (Paris 1903).